# Aneflomorpha rectilinea
Aneflomorpha rectilinea es una especie de escarabajo longicornio del género Aneflomorpha, tribu Elaphidiini, subfamilia Cerambycinae. Fue descrita científicamente por Casey en 1924.

## Descripción
Mide 9-19 milímetros de longitud.

## Distribución
Se distribuye por Estados Unidos y México.